# Kim gwajang
Kim gwajang (김과장?, 金科長?, lett. "Il capo Kim"; titolo internazionale Good Manager, conosciuto anche come Chief Kim) è una serie televisiva sudcoreana trasmessa su KBS2 dal 25 gennaio al 30 marzo 2017.

## Trama
Kim Sung-ryong è un contabile che diventa manager intermedio del TQ Group per sottrarre una grossa somma di denaro, ma finisce per lottare per i diritti fondamentali dei suoi dipendenti.

## Personaggi
- Kim Sung-ryong, interpretato da Namkoong Min
- Yoon Ha-kyung, interpretata da Nam Sang-mi
- Seo Yul, interpretato da Lee Jun-ho
- Hong Ga-eun, interpretata da Jung Hye-sung
- Choo Nam-ho, interpretato da Kim Won-hae
- Lee Jae-joon, interpretato da Kim Kang-hyun
- Won Ki-ok, interpretato da Jo Hyun-sik
- Bing Hee-jin, interpretata da Ryu Hye-rin
- Sun Sang-tae, interpretato da Kim Seon-ho
- Park Hyun-do, interpretato da Park Young-gyu
- Jang Yoo-sun, interpretato da Lee Il-hwa
- Jo Min-young, interpretata da Seo Jeong-yeon
- Ko Man-geun, interpretato da Jung Suk-yong
- Lee Kang-shik, interpretato da Kim Min-sang
- Uhm Keum-shim, interpretata da Hwang Yeong-hee
- Na Hee-yong, interpretata da Kim Jae-hwa
- Park Myung-suk, interpretato da Dong Ha
- Han Dong-hoon, interpretato da Jung Mun-sung
- Lee Suk-soo, interpretato da Nam Sung-joon
- Oh Kwang-suk, interpretata da Lim Hwa-yeong

## Accoglienza
Nonostante competesse nella stessa fascia oraria con un drama dall'alto budget quale Saimdang, bich-ui ilgi e nel cast non fossero presenti dei grandi nomi, Kim gwajang riuscì ad ottenere il risultato più alto in termini di ascolti e godette di una popolarità esplosiva. Ricevette recensioni positive per le battute incisive e sarcastiche sugli imprenditori e la società corrotti, e per la performance sfaccettata del suo attore protagonista, Namkoong Min. The Korea Times scrisse che il drama "ha l'abilità di raccontare storie scomode (storie di casi di appropriazione indebita, licenziamenti di massa e altre questioni sociali riguardanti la concorrenza accanita) in modo arguto".

### Ascolti
| Episodio | Data di trasmissione | Dati TNMS           | Dati TNMS                  | Dati AGB            | Dati AGB                   |
| Episodio | Data di trasmissione | A livello nazionale | Area metropolitana di Seul | A livello nazionale | Area metropolitana di Seul |
| -------- | -------------------- | ------------------- | -------------------------- | ------------------- | -------------------------- |
| 1        | 25 gennaio 2017      | 6,6%                | 7,1%                       | 7,8%                | 7,7%                       |
| 2        | 26 gennaio 2017      | 6,3%                | 6,5%                       | 7,2%                | 7,2%                       |
| 3        | 1 febbraio 2017      | 11,7%               | 13,3%                      | 12,8%               | 12,8%                      |
| 4        | 2 febbraio 2017      | 11,5%               | 13,3%                      | 13,8%               | 14,1%                      |
| 5        | 8 febbraio 2017      | 13,2%               | 15,5%                      | 15,5%               | 15,8%                      |
| 6        | 9 febbraio 2017      | 12,1%               | 12,9%                      | 16,7%               | 17,6%                      |
| 7        | 15 febbraio 2017     | 13,1%               | 15,0%                      | 16,1%               | 16,3%                      |
| 8        | 16 febbraio 2017     | 13,7%               | 15,6%                      | 17,6%               | 17,3%                      |
| 9        | 22 febbraio 2017     | 15,5%               | 16,2%                      | 17,8%               | 18,0%                      |
| 10       | 23 febbraio 2017     | 15,2%               | 15,6%                      | 17,2%               | 17,3%                      |
| 11       | 1 marzo 2017         | 15,6%               | 17,0%                      | 18,4%               | 19,2%                      |
| 12       | 2 marzo 2017         | 16,3%               | 17,8%                      | 18,4%               | 18,5%                      |
| 13       | 8 marzo 2017         | 15,3%               | 16,2%                      | 16,8%               | 16,8%                      |
| 14       | 9 marzo 2017         | 14,3%               | 14,9%                      | 17,1%               | 16,9%                      |
| 15       | 15 marzo 2017        | 14,6%               | 16,1%                      | 18,4%               | 19,1%                      |
| 16       | 16 marzo 2017        | 16,2%               | 18,1%                      | 17,1%               | 17,6%                      |
| 17       | 22 marzo 2017        | 17,4%               | 19,7%                      | 17,4%               | 17,5%                      |
| 18       | 23 marzo 2017        | 16,0%               | 17,3%                      | 17,0%               | 17,5%                      |
| 19       | 29 marzo 2017        | 17,0%               | 18,6%                      | 16,9%               | 16,8%                      |
| 20       | 30 marzo 2017        | 18,0%               | 18,7%                      | 17,2%               | 17,8%                      |
| Media    | Media                | 14,0%               | 15,3%                      | 15,9%               | 16,1%                      |

## Colonna sonora
1. Must Be The Money – DinDin
2. How It Happens – After Romeo
3. Starlight Falling Night (별빛이 쏟아지는 밤) – Song Yu-bin (MYTEEN)
4. Will You Love Me – GB9, Kim So-hee
5. Roller Coaster (롤러코스터) – Seenroot
6. Dream (꿈을 꾼다) – Seo Yeong-eun
7. Unbelievable – Soulstar
8. That's Right (그래) – Dalda

## Riconoscimenti
| Anno | Premio                     | Categoria                                       | Ricevente                  | Risultato       |
| ---- | -------------------------- | ----------------------------------------------- | -------------------------- | --------------- |
| 2017 | Baeksang Arts Awards       | Best Actor                                      | Namkoong Min               | Candidato/a     |
| 2017 | Korean Broadcasting Awards | Actor Award                                     | Namkoong Min               | Vincitore/trice |
| 2017 | Korea Drama Awards         | Best Drama                                      |                            | Candidato/a     |
| 2017 | Korea Drama Awards         | Best Production Director                        | Lee Jang-soo               | Vincitore/trice |
| 2017 | Korea Drama Awards         | Best Screenplay                                 | Lee Eun-jin                | Candidato/a     |
| 2017 | Korea Drama Awards         | Top Excellence Award, Actor                     | Namkoong Min               | Candidato/a     |
| 2017 | Korea Drama Awards         | Excellence Award, Actress                       | Lee Il-hwa                 | Vincitore/trice |
| 2017 | Korea Drama Awards         | Best Original Soundtrack                        | DinDin (Must Be The Money) | Vincitore/trice |
| 2017 | The Seoul Awards           | Best Actor                                      | Namkoong Min               | Candidato/a     |
| 2017 | Asia Artist Awards         | Best Artist                                     | Namkoong Min               | Vincitore/trice |
| 2017 | Asia Artist Awards         | Best Celebrity                                  | Lee Jun-ho                 | Vincitore/trice |
| 2017 | KBS Drama Awards           | Top Excellence Award, Actor                     | Namkoong Min               | Vincitore/trice |
| 2017 | KBS Drama Awards           | Excellence Award, Actor in a Mid-length Drama   | Lee Jun-ho                 | Vincitore/trice |
| 2017 | KBS Drama Awards           | Excellence Award, Actor in a Mid-length Drama   | Namkoong Min               | Candidato/a     |
| 2017 | KBS Drama Awards           | Excellence Award, Actress in a Mid-length Drama | Nam Sang-mi                | Candidato/a     |
| 2017 | KBS Drama Awards           | Best Supporting Actor                           | Dong Ha                    | Candidato/a     |
| 2017 | KBS Drama Awards           | Best Supporting Actor                           | Kim Won-hae                | Candidato/a     |
| 2017 | KBS Drama Awards           | Best Supporting Actress                         | Lee Il-hwa                 | Vincitore/trice |
| 2017 | KBS Drama Awards           | Best Supporting Actress                         | Jung Hye-sung              | Vincitore/trice |
| 2017 | KBS Drama Awards           | Best Supporting Actress                         | Seo Jeong-yeon             | Candidato/a     |
| 2017 | KBS Drama Awards           | Best New Actor                                  | Kim Seon-ho                | Candidato/a     |
| 2017 | KBS Drama Awards           | Best New Actor                                  | Lee Jun-ho                 | Candidato/a     |
| 2017 | KBS Drama Awards           | Best New Actress                                | Im Hwa-young               | Candidato/a     |
| 2017 | KBS Drama Awards           | Netizen Award – Male                            | Namkoong Min               | Candidato/a     |
| 2017 | KBS Drama Awards           | Netizen Award – Male                            | Lee Jun-ho                 | Candidato/a     |
| 2017 | KBS Drama Awards           | Best Couple Award                               | Namkoong Min & Nam Sang-mi | Candidato/a     |
| 2017 | KBS Drama Awards           | Best Couple Award                               | Namkoong Min & Lee Jun-ho  | Vincitore/trice |